# 1903 en musique classique
| \| • Retour à la chronologie générale de la musique classique • \| |
| Grèce • Rome • Haut Moyen Âge • VIIIe siècle • IXe siècle • Xe siècle • XIe siècle XIIe siècle • XIIIe siècle • XIVe siècle • XVe siècle • XVIe siècle • XVIIe siècle XVIIIe siècle • XIXe siècle • XXe siècle • XXIe siècle |
| • Retour à la chronologie générale de la musique classique • |

| Années en musique classique : 1900 - 1901 - 1902 - 1903 - 1904 - 1905 - 1906    |
| Décennies en musique classique : 1870 - 1880 - 1890 - 1900 - 1910 - 1920 - 1930 |

## Événements

### Créations
- 7 janvier : L'Étranger, opéra de  Vincent d'Indy, créé au Théâtre de la Monnaie de Bruxelles.
- 22 janvier : Oceàna, opéra d'Antonio Smareglia, créé à la Scala de Milan, sous la direction d'Arturo Toscanini.
- 11 février : la Symphonie no 9 d'Anton Bruckner, créée à Vienne.
- 4 mars : Jean-Michel, opéra d'Albert Dupuis, créé au Théâtre de la Monnaie de Bruxelles.
- 16 avril : Le Sire de Vergy, opéra bouffe de Claude Terrasse.
- 18 avril : les Pièces brèves de Gabriel Fauré, créées par Ricardo Viñes.
- 26 octobre : Taillefer (en), cantate pour orchestre, chœur mixte et trois solistes de Richard Strauss, dirigée par lui-même à l'université de Heidelberg, lors de la cérémonie qui l'institua Docteur honoris causa de l'université..
- 31 octobre : Tosca, opéra de Giacomo Puccini, créé à l'Opéra-Comique de Paris sous la direction d'André Messager. L'opéra est donné en version française.
- 30 novembre : Le Roi Arthus, opéra d'Ernest Chausson, créé au Théâtre royal de la Monnaie à Bruxelles.
- 24 décembre : le New York Metropolitan Opera monte Parsifal sans l'accord de Bayreuth.

Date indéterminée
- Tiefland, opéra d'Eugen d'Albert, créé à Prague.
- Sergueï Rachmaninov termine ses Variations sur un thème de Chopin.
- Trois morceaux en forme de poire d'Erik Satie.
- Arnold Schönberg compose le poème symphonique Pelléas et Mélisande.

### Autres
- 23 novembre : débuts du ténor italien Enrico Caruso au Metropolitan Opera de New York.

## Naissances
- 6 janvier :

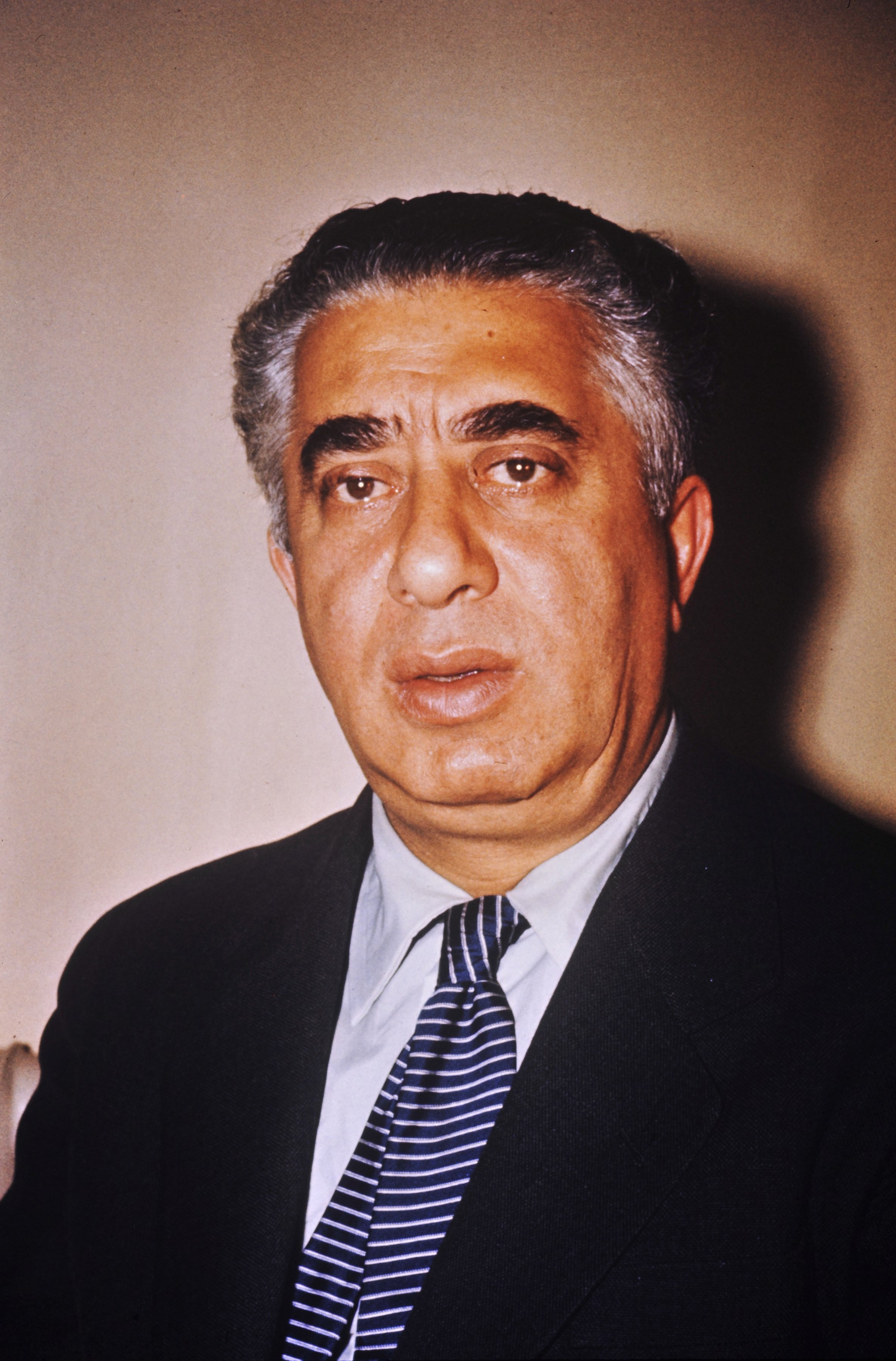
Aram Khatchatourian

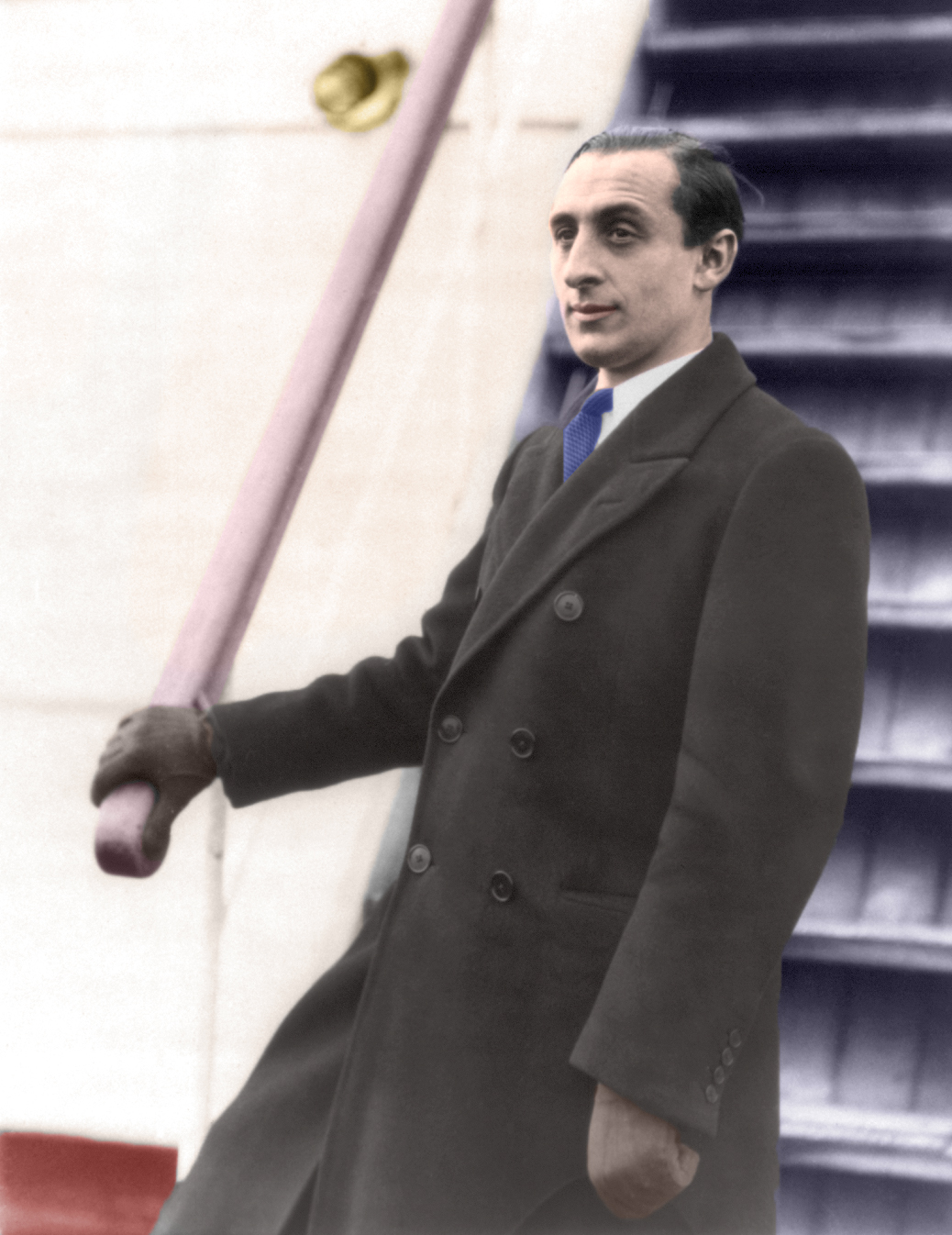
Vladimir Horowitz

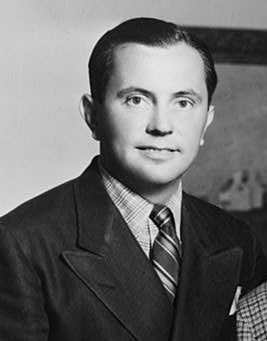
Vernon Duke

  - Maurice Abravanel, chef d'orchestre américain († 22 septembre 1993).
  - Boris Blacher, compositeur allemand († 30 janvier 1975).
- 10 janvier : Jean Morel, chef d'orchestre et pédagogue français († 14 avril 1975).
- 11 janvier : René Berthelot, compositeur et chef d'orchestre français († 6 janvier 1999).
- 18 janvier : Berthold Goldschmidt, compositeur et chef d'orchestre britannique d'origine allemande († 17 octobre 1996).
- 23 janvier : Ivan Galamian, violoniste et pédagogue américain († 14 avril 1981).
- 6 février : Claudio Arrau, pianiste chilien († 9 juin 1991).
- 12 février :
  - Todd Duncan, chanteur et pédagogue américain († 28 février 1998).
  - Fernand Oubradous, bassoniste, chef d'orchestre et compositeur français († 6 janvier 1986).
- 15 février : Marie-Thérèse Gauley, soprano française († 23 janvier 1992).
- 22 février : Just Scheu, acteur, compositeur, librettiste et metteur en scène allemand († 8 août 1956).
- 25 février : Pierre Camonin, organiste, compositeur et improvisateur français († 14 novembre 2003).
- 2 mars : Pierre Savignol, chanteur français († 25 mars 1990).
- 3 mars : Margarete Teschemacher, soprano allemande († 19 mai 1959).
- 4 mars : Lili Kraus, pianiste († 6 novembre 1986).
- 8 mars : Avril Coleridge-Taylor, pianiste, cheffe d'orchestre et compositrice anglaise († 21 décembre 1998).
- 21 mars : Rudolf Jettel, clarinettiste et compositeur autrichien († 23 novembre 1981).
- 22 mars : Robin Milford, compositeur britannique († 9 décembre 1959).
- 26 mars : Arno Vetterling, compositeur et chef d'orchestre allemand († 30 janvier 1963).
- 28 mars : Rudolf Serkin, pianiste autrichien, naturalisé américain († 8 mai 1991).
- 5 avril : Solange Corbin, musicologue française († 17 septembre 1973).
- 6 avril : Franz Litschauer, chef d'orchestre autrichien († 29 février 1972).
- 17 avril :
  - Nicolas Nabokov, compositeur, musicologue et écrivain († 6 avril 1978).
  - Gregor Piatigorsky, violoncelliste russe naturalisé américain († 6 août 1976).
- 30 avril : Günter Raphael, compositeur allemand († 19 octobre 1960).
- 2 mai : Øivin Fjeldstad, chef d'orchestre et violoniste norvégien († 16 octobre 1983).
- 12 mai : Lennox Berkeley, compositeur britannique († 26 décembre 1989).
- 24 mai :  Hilding Hallnäs, compositeur suédois († 11 décembre 1984).
- 26 mai : Herbert Kawan, compositeur et chef d'orchestre allemand († 1969).
- 28 mai : Walter Goehr, compositeur et chef d'orchestre allemand naturalisé anglais († 4 décembre 1960).
- 2 juin : Mario Pilati, compositeur italien († 10 décembre 1938).
- 4 juin : Ievgueni Mravinski, chef d'orchestre soviétique († 19 janvier 1988).
- 6 juin : Aram Khatchatourian, compositeur soviétique d'origine arménienne († 1er mai 1978).
- 15 juin : Kostia Konstantinoff, compositeur, pianiste et chef d’orchestre russe († 30 mai 1947).
- 21 juin : Louis Krasner, violoniste américain († 4 mai 1995).
- 1er juillet : Marius Schneider, musicologue allemand († 10 juillet 1982).
- 2 juillet : Hertha Klust, pianiste allemande († 23 février 1970).
- 4 juillet : Flor Peeters, organiste et compositeur belge († 4 juillet 1986).
- 10 juillet :
  - Henri Koch, violoniste belge († 2 juin 1969).
  - Ebe Stignani, mezzo-soprano italienne († 5 octobre 1974).
- 19 juillet : Marianne Gary-Schaffhauser, compositrice autrichienne († 3 novembre 1992).
- 25 juillet : André Fleury, organiste, compositeur, pianiste et pédagogue français († 6 août 1995).
- 5 août : Boris Gmyria, chanteur (basse) ukrainien († 1er août 1969).
- 7 août : Saburō Moroi, compositeur japonais († 24 mars 1977).
- 10 août : María Enma Botet Dubois, compositrice cubaine (date de décès inconnue).
- 17 août : 
  - Abram Chasins, compositeur, pianiste, et musicologue américain († 21 juin 1987).
  - Georges Sébastian, chef d’orchestre hongrois naturalisé français († 12 avril 1989).
- 30 août : Maxime Kovalevsky, compositeur liturgiste orthodoxe, historien, musicologue et mathématicien russe († 1988).
- 11 septembre : Theodor W. Adorno, sociologue, philosophe et musicologue allemand († 6 août 1969).
- 14 septembre : Poul Ingerslev-Jensen, chef d'orchestre et musicologue danois († 22 novembre 1979).
- 16 septembre : Richard Hall, compositeur et pédagogue anglais († 24 mai 1982).
- 1er octobre : Vladimir Horowitz, pianiste américain d'origine ukrainienne († 5 novembre 1989).
- 10 octobre : Vernon Duke, compositeur d'origine russe, naturalisé américain († 16 janvier 1969).
- 14 octobre : José Luccioni, artiste lyrique français († 5 octobre 1978).
- 19 octobre : Vittorio Giannini, compositeur américain († 28 novembre 1966).
- 20 octobre : Henry Sopkin, chef d'orchestre américain († 1er mars 1988).
- 26 octobre : Horst-Tanu Margraf, chef d'orchestre et directeur musical allemand († 1978).
- 31 octobre : Ditta Pásztory, pianiste hongroise, et la seconde épouse du compositeur Béla Bartók († 21 novembre 1982).
- 7 novembre : Noémie Pérugia, cantatrice française soprano († 1992).
- 9 novembre : Carlo Hemmerling, compositeur et chef de chœur vaudois († 3 octobre 1967).
- 26 novembre : Alice Sommer Herz, pianiste et professeur de musique tchèque († 23 février 2014).
- 28 novembre : Tudor Ciortea, compositeur roumain († 3 octobre 1982).
- 30 novembre : Claude Arrieu, compositrice française († 7 mars 1990).
- 6 décembre : Mykola Kolessa, chef d'orchestre, compositeur et pédagogue soviétique puis ukrainien († 8 juin 2006).
- 8 décembre : Zoltán Székely, violoniste et compositeur hongrois († 5 octobre 2001).
- 10 décembre : William Plomer, écrivain sud-africain, poète, romancier, librettiste et éditeur († 21 septembre 1973).
- 26 décembre : 
  - Herbert Albert, chef d'orchestre allemand († 15 septembre 1973).
  - Robert Vantomme, pianiste, compositeur et pédagogue belge († 14 juillet 1946).
- 31 décembre : Nathan Milstein, violoniste russe († 21 décembre 1992).

Date indéterminée
- Hermann Ulbrich, musicien d'église, chef d'orchestre et chef de chœur suisse († novembre 1980).

## Décès

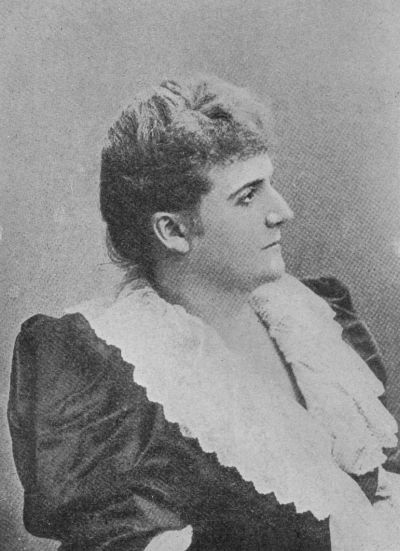
Augusta Holmès

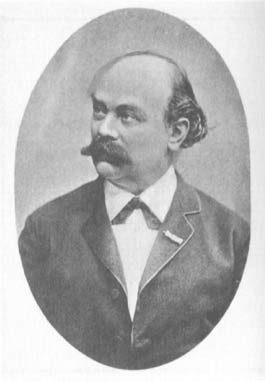
Wilhelm Albrecht Otto Popp

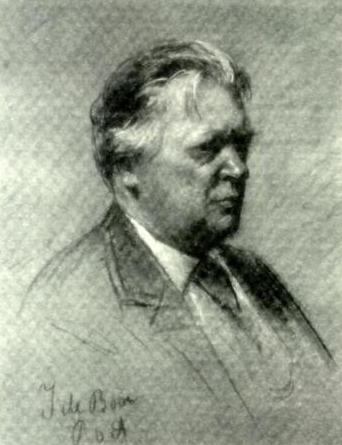
Theodor Kirchner

- 27 janvier : Numa Auguez, chanteur baryton, professeur au Conservatoire national de musique (° 31 janvier 1847).
- 28 janvier :
  - Augusta Holmès, compositrice française (° 16 décembre 1847).
  - Robert Planquette, compositeur français (° 31 juillet 1848).
- 22 février : Hugo Wolf, compositeur autrichien (° 13 mars 1860).
- 27 février : Albert Cahen, compositeur français (° 8 janvier 1846).
- mars : Eugène Cormon, librettiste français (° 5 mai 1811).
- 10 avril : Heinrich Bellermann, musicologue et compositeur prussien (° 10 mars 1832).
- 1er mai : Luigi Arditi, violoniste, compositeur et chef d'orchestre italien (° 16 juillet 1822).
- 16 mai : 
  - Eduard Rappoldi, violoniste et chef d'orchestre autrichien (° 21 février 1839).
  - Sibyl Sanderson, soprano américaine (° 7 décembre 1864).
- 3 juin : Alfred Hipkins, musicologue anglais (° 17 juin 1826).
- 25 juin : Wilhelm Albrecht Otto Popp, flûtiste allemand (° 29 avril 1828).
- 27 juin : Jules Pillevesse,  compositeur et chef d'orchestre français (° 11 novembre 1837).
- 29 juin : Rentarō Taki, pianiste et compositeur japonais (° 24 août 1879).
- 30 juillet : Rosine Stoltz, cantatrice française (° 13 janvier 1815).
- 4 août : Nicolò Coccon, compositeur, organiste et maître de chapelle italien (° 18 août 1826).
- 4 septembre : Hermann Zumpe, chef d'orchestre et compositeur allemand (° 9 avril 1850).
- 7 septembre : Hippolyte Xavier Garimond, hautboïste et compositeur français (° 10 juillet 1820).
- 18 septembre : Theodor Kirchner, compositeur, chef d'orchestre, organiste et pianiste allemand  (° 10 décembre 1823).
- 28 septembre : Jesús de Monasterio, violoniste, compositeur et pédagogue espagnol (° 21 mars 1836).
- 3 octobre : Benedetto Junck, compositeur italien (° 21 août 1852).
- 9 octobre : Camille du Locle, librettiste, impresario et directeur d'opéra français (° 16 juillet 1832).
- 19 octobre : William Chaumet, compositeur français (° 26 avril 1842).
- 26 octobre : Victorin de Joncières, compositeur et critique musical français (° 12 avril 1839).
- 18 novembre : Kaspar Bausewein, basse allemande d'opéra (° 15 novembre 1838).
- 2 décembre : Victor Roger, compositeur français d'opérettes (° 22 juillet 1853).
- 18 décembre : Paul de Richard d'Ivry, compositeur français (° 4 février 1829).
- 20 décembre : Kornél Ábrányi, compositeur, pianiste et musicographe hongrois (° 15 octobre 1822).
- 27 décembre : Adolf Čech, chef d'orchestre tchèque (° 11 décembre 1841).

Date indéterminée
- Anatole Loquin, écrivain et musicographe français (° 1834).
- Étienne Tréfeu, librettiste français (° 25 septembre 1821).